# Lithonida
Літоніди (Lithonida) — ряд морських тварин класу Вапнякові губки (Calcarea).

## Систематика
Має дві родини:
- Minchinellidae Dendy & Row, 1913
  - Michinella
  - Monoplectoninia
  - Petrostroma
  - Plectroinia
  - Tulearinia
- Petrobionidae Borojevic, 1979
  - Petrobiona